# HEROINES
HEROINES是imaginate所属偶像組合的總稱。於2025年2月為止，總共包括19個組合。綜合製作人為Uya亦稱渡辺裕也（imaginate董事長)
悲撃のヒロイン症候群和其姊妹組合被稱為「HEROINES」。
imaginate舉行過四次的「アイドルオーディションPrologue」也於2020年8月舉行VOL.5時改名為「HEROINESアイドルオーディション」。
2020年1月14日，當時HEROINES包含的五個組合（悲撃のヒロイン症候群、MOBIUS、妄愛グラビティ、鵺、ポンコツコンポ）以HEROINES名義發行了專輯『ユビキリ ～この先も一緒に歩んで行こうね～』。

### 活動中
ポンコツコンポ（2019年 - ）
2019年8月結成，同月出道，2020年7月活動休止。2021年5月重新開始活動，2022年3月活動休止。2023年9月20日以新體制重新開始活動。
現任成員：晴後あめ、夕葉里めろん、もちみるく、結目りぼん、山田花子
TENRIN（2020年 - ）
2020年5月結成，同年6月出道。
現任成員：のもあちゃちゃ、白洲あやん、月神キラ、雅なぎ、七瀬にこ、蓮花うらら、霞あげは
ILife!（2020年 - ）
2020年6月結成及出道。
現任成員：心花りり（兼任 GILTY × GILTY）、あいす（兼任 i-COL）、福丸うさ、若葉のあ、那蘭のどか、空詩かれん、こるね（6月10日為至；支援成員；兼任のんふぃく！・i-COL）
夜光性アミューズ（2021年 - ）
通稱「よるあみ」。
成員みぽたぽた和ふてこ所屬外部經紀公司GROVE。
2021年3月結成，同年4月出道。
現任成員：みぽたぽた、白空こあい（GILTY × GILTY兼任）、ふてこ、炎谷莉奈、琴音ふりる、水萌しゅる
のんふぃく！（2021年 - ）
原名「Non￢Fiction」，2021年9月改名成のんふぃく！。
2021年4月結成，同年5月出道。
現任成員：恋星はるか（GILTY × GILTY兼任）、真白里帆、水瀬ぴあの、永月十華、海まりん、こるね（兼任 i-COL；iLiFE! 支援成員）
i-COL（2021年 - ）
「あいこる」。
2021年5月結成，同年6月出道。
現任成員：あいす（兼任iLiFE!）、こるね（兼任のんふぃく！；iLiFE! 支援成員）
CAL&RES（2021年 - ）
通稱「コーレス」
原名「天使にはなれない」，2025年4月24日改名成CAL&RES。
2021年8月結成，同年9月出道，同年12月結束舊體制活動。2022年7月開始第2期體制活動。2024年8月開始第3期體制活動。2025年4月開始第4期體制活動。
現任成員：美鈴りか、夢羽るる、羽宮きわみ、来夢ねお、飛成もあ、杏仁みる
Ill（2021年 - ）
原名twinpale，2024年12月23日改名成Ill。
2021年8月結成，同年9月出道。
現任成員：蒼井叶（兼任 GILTY × GILTY）、白雪姫乃（兼任 GILTY × GILTY）、紫ノ色
パラレルサイダー（2022年 - ）
2022年5月結成，同年6月出道。2023年8月7日結束舊體制活動。2023年8月10日改名成｢make mie｣（メイクミー）；8月29日初次登台。2024年11月26日於『HEROINES FES 新グループお披露目LIVE』再次改名成パラレルサイダー。
現任成員：夢月まゆ、小熊まな香、小坂みおん、葉月みつは、彩音ゆの
GILTY × GILTY（2022年 - ）
ギルティギルティ，通稱「ギルギル」。
2022年6月結成及出道。
現任成員：蒼井叶（兼任Ill）、白雪姫乃（兼任Ill）、白空こあい（兼任夜光性アミューズ）、恋星はるか（兼任のんふぃく！）、心花りり（兼任iLiFE!）
AdamLilith（2022年 - ）
アダムリリス，通稱「アダムス」。
2022年9月結成，同年10月出道。
現任成員：夜宵やむ、三木零、都ユナ、響羽リズ
ZUTTOMOTTO（2021年 - ）
ずっともっと，通稱「ずっとも」。
2023年2月結成及出道。
現任成員：高坂りん、瀬奈ゆのん、羽澄ほの、四宮える、真空せいら
LADYBABY（第4期）（2023年 - ）
2023年1月8日，HEROINES和LADYBABY宣布舉行新組合海選。以SMD（LADYBABY製作人）和Uya進行製作，經紀業務交由imaginate負責。同年11月20日，宣布會作為第4期LADYBABY活動。同年12月1日初次登台。
現任成員：神黎ミア、來崎せな、月街えい
アキシブproject（2023年 - ）
所屬外部經紀公司LIVE PLANET。製作人為岡村元義。
2023年12月23日宣布加入HEROINES。
現任成員：葵ふう、如月なな、古賀みれい、神崎らん、清見るん、平沢かえ、茉井良菜、水琴まなみ、美山ひな
パラディーク（2024年 - ）
所屬外部經紀公司 PLAYYTE。製作人為カノウリョウ。
2024年5月30日宣布加入HEROINES，同年6月27日初次登台。
現任成員：新木るの、岬ちなつ、浜辺しずく、水野めい、来栖ゆる、煌坂もね
ナナコロビヤオキ（2024年 - ）
通稱「ナナコロ」。HEROINES首支以大阪為據點的組合。
2024年6月14日公布組合名稱。同年7月12日於「HEROINES FES in OSAKA」初次登台。
現任成員：苺川えくぼ、歌花てんか、瀬戸内れもん、熊ノ実にも、水田茉莉
ドレスコード（2024年 - ）
製作人為夜光性アミューズ畢業成員神楽ひなこ。
2024年9月21日公布組合名稱 ，同年11月26日初次登台。
現任成員：宮園れな、百宮みも、飛茉りのあ、朝比奈まどか、小鈴もゆ
ヒロインズ研究生（2023年 - ）
略稱為ヒロ研。2023年10月結成及出道。
2024年5月結束1期活動。同年6月開始2期活動。2025年4月6日結束2期活動。
3期活動由iLiFE! 畢業成員有栖るな為製作人。
現任成員：朝日まる、刻乃なう、一ノ瀬ちい、君乃まいん、秋月えむ、藤咲あず、白石あゆ、広瀬りむ、茉野ゆに、小菜実こゆ、綾瀬めめ
MEGAFON（2025年 - ）
製作人為iLiFE!畢業成員向日えな。
2025年4月5日公布組合名稱，同月27日初次登台。
現任成員：小晴のか、好実れん、日陽きい、星野あみ、宮代ゆき、明音いろは、羽雲ろこ

### 活動休止中
BLK LiLiY（2017年 - ）
ブラックリリィ，通稱「くろゆり」。
2021年3月結成，同年4月出道。2022年4月公開新體制成員。2023年5月9日結束現體制活動後不定期進行活動。
現任成員：響羽凛瞳（兼任 AdamLilith）、こるね（兼任 i-COL、のんふぃく！和iLiFE! 支援成員）、藤城なみ、波沫ひよ
chuLa（2021年 - ）
曾所屬外部經紀公司FreeK-Laboratory，現所屬外部經紀公司SCOT。製作人為伊藤謙太。
2024年3月14日宣布加入HEROINES，同年6月6日初次登台。 2025年1月18日結束現體制活動，活動休止。
活動休止時的成員：玉響せつな、綾苺める、杏希はな、妹川りら、天川ほたる、成瀬なる、飛鳥ことり

### 活動開始予定
テンシンランマン
HEROINES首支以名古屋為據點的組合。
2025年4月公布組合名稱。
現任成員：琴音うな、味園そら、織田こゆん
iON!（アイオン）
iLiFE!姊妹組合
2025年4月20日公布組合名稱。
現任成員：宇野ゆり、鈴都りせ、花丸ぺこ、儚寧この、伽久耶くらら、栗栖むぎ、恋春ねね
HEROINES SCHOOL
ヒロ研以外的候補生組合
以東京原宿為據點，每月定期以小分隊形式進行兩次公演。以提升實力晉級成ヒロ研或其他組合成員為目標。
現任成員：
A1:閏ゆらむ、愛月るあ、小苺はおり、真幌まのん、戌宮はつね、桃井ゆうあ
A2:幸星月輝、眠美ゆうか、音瀬かなえ、渡辺妃那、二ノ宮らむね
A3:兎佐美るか、栗丸りんこ、花園おとぎ、思羽みゆ、天城りあ
B1:愛羽あいか、月島さとり、氷雨こころ、奏歌らら
B2:天野ふわり、加藤もな、苺乃はな、甘雨あい、小山内りほ

### 曾所屬組合
悲撃のヒロイン症候群（2018年 - 2021年）
通稱「ヒロシン」。
2018年12月結成，2019年2月出道。2021年2月活動休止，同年4月解散。
鵺（2018年 - 2020年）
2018年10月出道，2019年3月活動休止。2019年6月開始新體制活動，2020年7月解散。
妄愛グラビティ（2019年 - 2020年）
2019年3月結成，同年4月出道。2020年3月解散。
MOBIUS（2019年 - 2020年）
2019年3月結成，同年4月出道。2020年1月活動休止，同年2月解散。
iLiFE!候補生（2024年 - 2024年）
因iLiFE! 前成員華瀬まい降格為候補生而結成的組合。
2024年5月出道，同年6月進行晉級投票。
原定成功晉級的華瀬まい以外的成員會結成兩支新組合，但因醜聞而作廢。
ガガピエロ（GAGAPIERO）（2023年 - 2025年）
2023年1月結成，同月31日出道。2025年2月7日結束活動，全部成員畢業。
悲撃のヒロイン症候群（ひげきのヒロインシンドローム）通稱「ヒロシン」。

### 概要
以「就算被說『別裝作悲劇女主角了』 ，也有必須浸淫在悲劇女主角而生存的時候。那樣裝作悲劇女主角的女孩子站起來了。以唱歌和跳舞去傳達心意。想去拯救世界上被欺凌、被差別對待等的悲劇女主角。如果我們的歌曲能成為些少明天活下去的力量的話、成為與明天戰鬥的勇氣的話。希望全部悲劇的女主角都會有幸福降臨在她們身上。」為概念去活動。

## 團體成員
| 成員名     | 成員名          | 成員名           | 生年月日      | 披露日期       | 出生地   | 代表色 | 備註                                            |
| 姓名       | 日文原文        | 羅馬拼音         | 生年月日      | 披露日期       | 出生地   | 代表色 | 備註                                            |
| ---------- | --------------- | ---------------- | ------------- | -------------- | -------- | ------ | ----------------------------------------------- |
| 白雪姫乃   | しらゆき ひめの | Shirayuki Himeno | 2000年9月20日 | 2019年2月19日  | 東京都   | 白     | 和成員蒼井葉一起經營YouTube頻道「葉と姫乃」     |
| 蒼井葉     | あおい かなう   | Aoi Kanau        | 2001年11月9日 | 2019年2月19日  | 長野縣   | 青     | 和成員白雪姫乃一起經營YouTube頻道「葉と姫乃」   |
| 夜宵やむ   | やよい やむ     | Yayoi Yamu       | 12月22日      | 2019年2月19日  | 東京都   | 紫     | 和成員籠乃めあ一起經營YouTube頻道「夜めあ連合」 |
| 胡桃兎愛   | くるみ とあ     | Kurumi Toa       | 1998年9月9日  | 2019年2月19日  | 廣島縣   | 桃     |                                                 |
| 野苺みくる | のいちご みくる | Kurumi Toa       | 5月8日        | 2019年2月19日  | 廣島縣   | 赤     |                                                 |
| 籠乃めあ   | かごの めあ     | Kagono Mea       | 2000年4月24日 | 2019年4月1日   | 神奈川縣 | 緑     | 和成員夜宵やむ一起經營YouTube頻道「夜めあ連合」 |
| 月雲巫女   | つくも みこ     | Tsukumo Miko     | 9月6日        | 2019年10月22日 | 京都府   | 黄     |                                                 |

## 團體簡歷
2018年
- 12月左右，由白雪姫乃、蒼井叶、夜宵やむ、胡桃兎愛、野苺みくる五人結成[6]。
- 12月15日-19日，以白雪姫乃[9][10]、蒼井叶[11][12]、夜宵やむ[13][13]、胡桃兎愛[14][15]、野苺みくる[16][17]的順序公開概念影片和照片。
- 12月21日，公開藝人照[7]。

2019年
- 1月1日，公布於同年2月19日在新宿BLAZE舉行免費入場的出道演唱會「舞踏会」[18]。
- 2月19日，於新宿BLAZE舉行免費入場的出道演唱會「舞踏会」[19]。成功動員824人[20]，會場爆滿[19]。
- 3月10日，公布新成員籠乃めあ的加入，又公布會在4月1日的舞踏会vol.2披露新成員[21][22]。
- 3月16日，公布姉妹組合「MOBIUS」(メビウス)和「妄愛グラビティ」(モグラ)會在4月1日的舞踏会vol.2披露目[23]。
- 4月1日，舞踏会vol.2於恵比寿LIQUIDROOM舉行。新成員籠乃めあ於這天披露[21][22]。活動內公布在5月4日・東京渋谷DUO、5月8日・名古屋RaNY、5月25日・大阪BIGCAT舉行東名阪巡演「令和元年 悲撃ノ東名阪」[24]。
- 4月25日，公布在8月6日發行第一張單曲「サイレントクライ」和於5月11日開始舉行發行活動[25]。
- 5月11日，開始舉行第一張單曲的發行活動[26]。
- 5月25日，公布於同年7月21日在Shibuya O-EAST舉辦第一次專場演唱會[27]。
- 7月21日，於Shibuya O-EAST舉行第一次專場演唱會「mercykilling」[8][28]。
- 8月6日，發行1st單曲『サイレントクライ/ REVENGER』[29][7]。
- 8月14日，1st單曲的發行活動完結。
- 10月1日-8日，以野苺みくる[30][31]、胡桃兎愛[32][33]、籠乃めあ[34][35]、夜宵やむ[36][37]、蒼井叶[38][39]、白雪姫乃[40][41]的順序公開新衣装和藝人照。其中新成負的存在非常明顯[42]。於7號公開了月雲巫女的加入、形象影片和藝人照，公布會將在同月22日披露[43][44][45]。於8號公開7人体制的全新形象[46]。
- 10月22日，主辦演唱會｢舞踏会vol.3｣於東京・白金高輪 SELENE b2舉行[45][47]。在這個演唱會披露了新成員月雲巫女[45]。

2020年
- 1月14日，HEROINES於新廠牌rock field發行「ユビキリ ～この先も一緒に歩んで行こうね～」[48]。

2021年
- 2月28日，於Twitter上公布演唱會等活動暫時休止(YouTube影片播送和Twitter運用繼續)。
- 4月8日，於官方Twitter上，公布初期成員野苺みくる畢業。
- 4月23日，於官方Twitter上公布現體制解散。

## 作品

### 串流單曲
| 作品名             | 開售日        |
| ------------------ | ------------- |
| ゼロセンチメンタル | 2021年2月4日  |
| 悲撃的なボク等     | 2021年2月18日 |

### 單曲專輯
|     | 作品名                     | 開售日       | oricon排行榜最高位 (日間/週間) | 盤名                           | 收錄曲                                               |
| --- | -------------------------- | ------------ | ------------------------------ | ------------------------------ | ---------------------------------------------------- |
| 1st | サイレントクライ/ REVENGER | 2019年8月6日 | 1位/7位                        | 通常盤 JAN 4562350600485       | 1. サイレントクライ 2. REVENGER 3. KissMark          |
| 1st | サイレントクライ/ REVENGER | 2019年8月6日 | 1位/7位                        | 蒼井叶盤 JAN 4562350600492     | 1. サイレントクライ 2. REVENGER 3. 孤独なシンデレラ  |
| 1st | サイレントクライ/ REVENGER | 2019年8月6日 | 1位/7位                        | 白雪姫乃盤 JAN 4562350600508   | 1. サイレントクライ 2. REVENGER 3. LOVE YOU KILL YOU |
| 1st | サイレントクライ/ REVENGER | 2019年8月6日 | 1位/7位                        | 夜宵やむ盤 JAN 4562350600515   | 1. サイレントクライ 2. REVENGER 3. 薔薇と棘          |
| 1st | サイレントクライ/ REVENGER | 2019年8月6日 | 1位/7位                        | 胡桃兎愛盤 JAN 4562350600522   | 1. サイレントクライ 2. REVENGER 3. GAME              |
| 1st | サイレントクライ/ REVENGER | 2019年8月6日 | 1位/7位                        | 野苺みくる盤 JAN 4562350600539 |                                                      |
| 1st | サイレントクライ/ REVENGER | 2019年8月6日 | 1位/7位                        | 籠乃めあ盤 JAN 4562350600546   | 1. サイレントクライ 2. REVENGER 3. ボクはここにいる  |

於2021年(令和3年)結成。以｢你所愛的我是真實的嗎？（貴方の愛した私はノンフィクションですか？）｣為口號活動的7人組合。結成當時名為「Non¬Fiction」。

## 經歴

### 2021年
- 5月5日，於TSUTAYA O-EAST舉行披露演唱會。

### 2022年
- 8月6日，白桜里帆改名為真白里帆
- 8月9日，公布海まりん的加入
- 11月12日，公布こるね的加入

## 成員
| 名字                              | 讀音            | 代表色 | 生日     | 備註                         |
| --------------------------------- | --------------- | ------ | -------- | ---------------------------- |
| 恋星はるか （页面存档备份，存于） | このせ はるか   | 粉紅   | 10月15日 | 初期成員 兼任GILTY×GILTY成員 |
| 真白里帆 （页面存档备份，存于）   | ましろ りほ     | 白     | 12月10日 | 初期成員                     |
| 永月十華 （页面存档备份，存于）   | ながつき とうか | 黃     | 10月9日  | 初期成員                     |
| 水瀬ぴあの （页面存档备份，存于） | みなせ ぴあの   | 藍     | 5月13日  | 初期成員                     |
| 藤城なみ （页面存档备份，存于）   | ふじしろ なみ   | 紫     | 1月23日  | 初期成員 兼任BLKLiLiY成員    |
| 海まりん （页面存档备份，存于）   | うみ まりん     | 綠     | 12月29日 |                              |
| こるね （页面存档备份，存于）     | こるね          | 紅     | 4月23日  | 兼任i-COL成員 BLKLiLiY成員   |

## 作品

### 串流單曲
|     | 作品名       | 開售日       |
| --- | ------------ | ------------ |
| 1st | レイトショー | 2021年5月1日 |

### 串流EP
|     | 作品名                   | 開售日        | 收錄曲                                                                          |
| --- | ------------------------ | ------------- | ------------------------------------------------------------------------------- |
| 1st | ミラクルダンスを踊りたい | 2021年7月23日 | 1.ミラクルダンスを踊りたい 2.Honey Up RUSH!! 3.ふゅーちゅーちゅーな〜 3.Palette |

以在アイドルオーディションPrologue vol.3勝出的成員組成，於2018年8月16日結成。

## 經歴

### 2019年
- 8月16日，公布結成和於8月20日披露[52][53]。
- 8月20日，於悲撃のヒロイン症候群在白金高輪SELENE b2主辦的演唱會「ヒロインズ全員集合！ヒロシンデビュー半年記念イベント」上舞台出道[54]。
- 11月30日，公布新成員乱乱加入，更會在12月8日ヒロインフェス[55]上舞台出道[56]。
- 12月1日，公布新成員ひめくり暦加入，更會在12月8日ヒロインフェス上舞台出道[57]。
- 12月8日，乱乱和ひめくり暦加入[58]。

### 2020年
- 2月25日，於同日至3月31日舉行募集成員和營運人員海選 ポンコツコンポオーディション[59][60]。
- 3月14日，公布成員乱乱會於4月12日畢業[61]。
- 7月31日，公布組合暫時停止活動[62]。

### 2021年
- 4月29日，重新開始活動

### 2022年
- 2月6日，公布今居るか、愛救なな和カコイマミライ將於3月1日畢業。愛救なな同時退出經紀公司。因三人的畢業而停止活動，之後會增加新成員重新開始活動[63]

- 5月11日，公布御昼ねる即日畢業，同時退出經紀公司。[64]

## 成員
| 名字             | 讀音            | 代表色 | 生日    | 備註                                                |
| ---------------- | --------------- | ------ | ------- | --------------------------------------------------- |
| まえのめり       | まえの めり     | 黃色   | 9月26日 | 初期成員                                            |
| 美々乃らすく     | みみの らすく   | 桃色   |         | 初期成員                                            |
| ナンデモ・アリカ | なんでも ありか | 青色   |         | 初期成員 最年少 KissBee研究生組合KissBeeYouth前成員 |

前成員
- 乱乱(らんらん[66])

途中加入的成員。代表色為綠色。
於2019年11月30日公布加入。同年12月8日舞台出道。於2020年4月12日畢業。
- ひめくり暦(ひめくり こよみ)

途中加入的成員。代表色為紫色
於2019年12月1日公布加入，同月8日舞台出道。於2020年10月1日退出。
- 御昼ねる(おひる ねる)

初始成員。代表色為紅色 於2021年5月11日畢業
- 今居るか(いまい るか)

初始成員。代表色為紫色 於2021年3月1日畢業
- 愛救なな(あいきゅう なな)

初始成員。代表色為綠色 於2021年3月1日畢業
- カコイマミライ(かこいま みらい)

初始成員。代表色為黃色 於2021年3月1日畢業

## 作品

### 串流專輯
|     | 作品名             | 開售日         | 收錄曲 |
| --- | ------------------ | -------------- | --- |
| 1st | 我らポンコツコンポ | 2021年12月25日 | 1.我らポンコツコンポ 2.CRY CRY GIRLでいいでしょう? 3.Flying Moment 4.ゲームオーバー 5.サイコオフトン 6.サニー!アドベンチャー! 7.スターリーナイト 8.その向こうへ 9.ポンコツフルロード 10.人生攻略作戦 11.本気恋一直線 |

讀音為「ぬえ」。以「鵺歌唱的夜令人惶恐不安（鵺が歌う夜は恐ろしい）」為概念活動，以日本人無意中、直感地追求的和風旋律為主軸去表現聽一次就無法忘記的鵺叫聲。標榜為和風搖滾偶像。
於2020年7月解散。

## 經歴

### 2018年
- 10月8日，於渋谷GARRETudagawa進行提前披露[71]
- 11月17日，於代アニLIVEステーション進行正式披露[72]

### 2019年
- 2月18日-28日，募集新成員[68]。
- 3月23日，綴畢業[73]。
- 3月24日，通知新體制預計會於近期公布[74]

因綴解約、彩蓮患上疝、桂花患上關節風濕病而公布組合暫時停止活動
- 6月1日，公布從同月27日開始重新開始活動[76]。
- 6月20日，公布加入新成員翠惟和朔蘭[77]，公開印象影片[78]和新形象[79]。
- 6月27日，於悲撃のヒロイン症候群在白金高輪SELENE b2主辦的演唱會ブ「症候群祭〜syndromefes〜」[80][81]重新開始活動和披露新體制[82]。
- 11月19日，於代官山 SPACE ODD舉行結成一周年的單獨演唱會[83]。

### 2020年
- 7月31日，公布解除和彩蓮、桂花的專屬經紀合約，也公布組合解散[70]。

## 成員
| 名字   | 讀音   | 代表動物 | 生日     | 備註              |
| ------ | ------ | -------- | -------- | ----------------- |
| 彩蓮   | いろは | 虎       | 5月9日   | 初期成員。 隊長   |
| 桂花   | けいか | 猿       | 10月9日  | 初期成員          |
| 月華咲 | つかさ | 狸       | 4月8日   | 初期成員          |
| 翠惟   | すい   | 青       | 12月24日 | 2019年6月20日加入 |
| 朔蘭   | さくら | 桃色兼蛇 | 2月20日  | 2019年6月20日加入 |

前成員
- 綴(つづり)

初期成員。生日是3月26日。蛇擔當。3月23日從鵺畢業。
畢業後本人預定組成自己制作的新組合，但最後被撤回和解約。
之後加入The Grateful a MogAAAz。
讀音為「メビウス」。從共同海選「PrologueオーディションVol.1」中誕生。曾經和姊妹組合妄愛グラビティ舉行定期活動「MOBIRAVI」。
從2020年1月26日開始無期限停止活動，於2月22日解散。

## 經歴

### 2019年
- 3月16日，公布結成和於同年4月1日披露[23]。
- 3月16日-18日，以サラダ・サラ[91]、そらのかなた[92]、コノヨ[93]的順序公開照片。
- 4月1日，於悲撃のヒロイン症候群主辦演唱會「舞踏会vol.2」初次披露[94]。
- 4月9日-14日，於 YouTube的オーディションPrologue頻道，公開了從第一次審查到合格為至的記錄片[95][96][97][98][99][100]。
- 5月4日-25日，參加悲撃のヒロイン症候群的東名阪巡演「令和元年 悲撃ノ東名阪」[101]。5月17日於該巡演公布新增新成員和會將在5月25日的大阪最終公演披露。[102]18日公布了新成員的名字為いくら，而で代表色為紫色[103]。
- 5月25日，新成員いくら於悲撃のヒロイン症候群東名阪巡演「令和元年 悲撃ノ東名阪」中於BIGCAT舉行的大阪公演披露[103]。
- 8月15日，公布新打歌服於同月20日披露[104]。
- 8月20日，公布舉行1st專場演唱會[105]。
- 9月17日，於代代木UNIT舉行1st專場演唱會[106]。
- 11月3日，公布與サラダ・サラと解除專屬經紀合約[107]。
- 12月27日，公布於2020年1月26日開始無期限停止活動[88]。

### 2020年
- 1月26日，開始無期限停止活動[88][89]。
- 2月22日，公布即日解散[90]。

## 成員
| 名字           | 讀音            | 代表色 | 生日    | 備註 |
| -------------- | --------------- | ------ | ------- | --- |
| そらのかなた。 | そらの かなた。 | 藍色   | 8月21日 | 初期成員 TENRIN成員（心葵） |
| コノヨ         | このよ          | 白色   | 3月11日 | 初期成員 |
| いくら         | いくら          | 紫色   | 5月14日 | 2019年5月17日加入 同月18日公布名字和代表色 同月25日於悲撃のヒロイン症候群的東名阪巡演「令和元年 悲撃ノ東名阪」在BIGCAT舉行的大阪公演舞台出道 |

前成員
- サラダ・サラ

代表色為紅色的初期成員。生日是9月17日。
於2019年11月3日，公布因嚴重的違反合約契約為由，解除專屬經紀合約
讀音為「もうあいぐらびてぃ」。於共同海選「PrologueオーディションVol.1」内誕生。
與姊妹組合MOBIUS舉行過定期活動「MOBIRAVI」。
2020年2月23日公布解散，3月8日正式解散。

## 經歷

### 2019年
- 3月16日，公布結成以及會於同年4月1日披露[23]。
- 3月16日-19日，以田中ポン酢[114]、桜餅ふゆ[115]、麗あね[116]、黄海月いのり、小梅コロ[117]的順序公開個人照片和代表色，另外公開概念影片和藝人[118]とアーティスト写真[119]が公開される。
- 4月1日，於悲撃のヒロイン症候群的主辦演唱會「舞踏会vol.2」披露[94]。
- 4月9日-14日，於YouTube的オーディションPrologue頻道，公開從1次審査至合格為止的記錄片[95][96][97][98][99][100]。
- 5月31日，黄海月いのり畢業。
- 9月26日，公開新藝人照和新組合標誌[120]。
- 11月27日，於赤羽Reny舉行第一個主辦演唱會「もうそうのせかい」[121]。

### 2020年
- 2月23日，成員和工作人員討論過後，公布解散[112]。
- 3月8日，正式解散[113]。

## 成員
| 名字        | 讀音            | 代表色 | 生日    | 備註                   |
| ----------- | --------------- | ------ | ------- | ---------------------- |
| 田中 ポン酢 | たなか ぽんず   | 淺藍色 | 11月2日 | 初期成員               |
| 桜餅 ふゆ   | さくらもち ふゆ | 粉紅色 | 5月4日  | 初期成員 iLiFE! 前成員 |
| 麗 あね     | うらら あね     | 紫色   | 1月20日 | 初期成員               |
| 小梅 コロ   | こうめ ころ     | 紅色   | 1月12日 | 初期成員               |

前成員
- 黄海月 いのり

代表色為黃色。初期成員。2019年5月31日畢業。
1. ↑  . Pop'n'Roll. 2023-02-03  [2023-03-19]. （原始内容存档于2023-03-31）.
2. ↑  .   [2023-12-12]. （原始内容存档于2023-03-15）.
3. ↑  HEROINES（ヒロインズ）的X（前Twitter）
4. ↑  HEROINES【HEROINES】 [@heroines_idol].  (推文). 2019-11-01  [2022-09-02] –Twitter.
5. ↑  . 音楽ナタリー. 2020-01-14  [2022-09-02]. （原始内容存档于2023-01-05）.
6. 1 2  . モデルプレス.   [2019-09-15]. （原始内容存档于2023-01-05）.
7. 1 2 3 4  . ミーティア.   [2019-09-15]. （原始内容存档于2023-01-05）.
8. 1 2  . ENTAME next.   [2019-09-15]. （原始内容存档于2019-12-25）.
9. ↑  HEROINES於Twitter.   . Retrieved 2019-09-15.
10. ↑  HEROINES於Twitter.   . Retrieved 2019-09-15.
11. ↑  HEROINES於Twitter.   . Retrieved 2019-09-15.
12. ↑  HEROINES於Twitter.   . Retrieved 2019-09-15.
13. 1 2  HEROINES於Twitter.   . Retrieved 2019-09-15.
14. ↑  HEROINES於Twitter.   . Retrieved 2019-09-15.
15. ↑  HEROINES於Twitter.   . Retrieved 2019-09-15.
16. ↑  HEROINES於Twitter.   . Retrieved 2019-09-15.
17. ↑  HEROINES於Twitter.   . Retrieved 2019-09-15.
18. ↑  HEROINES於Twitter.   . Retrieved 2019-09-15.
19. 1 2  . Utaten.   [2019-09-03]. （原始内容存档于2020-08-10）.
20. ↑  HEROINES於Twitter.
21. 1 2  . アイドルウォーカー.   [2019-09-16]. （原始内容存档于2023-01-05）.
22. 1 2  HEROINES於Twitter.   . Retrieved 2019-09-16.
23. 1 2 3  HEROINES於Twitter.   . Retrieved 2019-09-16.
24. ↑  HEROINES於Twitter.   . Retrieved 2019-09-16.
25. ↑  HEROINES於Twitter.   . Retrieved 2019-09-15.
26. ↑  HEROINES於Twitter.   . Retrieved 2019-09-15.
27. ↑  HEROINES於Twitter.   . Retrieved 2019-09-15.
28. ↑  HEROINES於Twitter.   . Retrieved 2019-09-16.
29. 1 2 3 4 5 6 7 8 9  . 音楽ナタリー.   [2019-09-16]. （原始内容存档于2023-01-05）.
30. ↑  HEROINES於Twitter.
31. ↑  HEROINES於Twitter.
32. ↑  HEROINES於Twitter.
33. ↑  HEROINES於Twitter.
34. ↑  HEROINES於Twitter.
35. ↑  HEROINES於Twitter.
36. ↑  HEROINES於Twitter.
37. ↑  HEROINES於Twitter.
38. ↑  HEROINES於Twitter.
39. ↑  HEROINES於Twitter.
40. ↑  HEROINES於Twitter.
41. ↑  HEROINES於Twitter.
42. ↑  HEROINES於Twitter.
43. ↑  HEROINES於Twitter.
44. ↑  HEROINES於Twitter.
45. 1 2 3  . ナタリー.   [2019-10-08]. （原始内容存档于2023-01-05）.
46. ↑  HEROINES於Twitter.
47. ↑  HEROINES於Twitter.
48. ↑  . popnroll.tv.   [2019-11-14]. （原始内容存档于2023-01-05）.
49. ↑  悲撃のヒロイン症候群. . Spotify.   [2023-01-06]. （原始内容存档于2023-01-06）.
50. ↑  悲撃のヒロイン症候群. . Spotify.   [2023-01-06]. （原始内容存档于2023-01-06）.
51. ↑  週間 シングルランキング2019年08月19日付（2019年08月05日～2019年08月11日） （页面存档备份，存于）. Retrieved 2019-09-16.
52. ↑  HEROINES於Twitter.   . Retrieved 2019-09-16.
53. 1 2 3 4 5 6 7 8 9  HEROINES於Twitter.   . Retrieved 2019-09-16.
54. ↑  HEROINES於Twitter.   . Retrieved 2019-09-16.
55. ↑  HEROINES於Twitter.   . Retrieved 2019-11-30.
56. 1 2  HEROINES於Twitter.   . Retrieved 2019-11-30.
57. 1 2  HEROINES於Twitter.   . Retrieved 2020-01-10.
58. ↑  HEROINES於Twitter.   . Retrieved 2020-01-10.
59. ↑  . ポンコツコンポ.   [2020-03-15]. （原始内容存档于2023-01-05）.
60. ↑  HEROINES於Twitter.   . Retrieved 2020-03-15.
61. 1 2  HEROINES於Twitter.   . Retrieved 2020-03-15.
62. ↑  HEROINES於Twitter.
63. 1 2 3 4  ポンコツコンポ【充電中】. . Twitter.   [2023-01-06]. （原始内容存档于2022-02-06）.
64. 1 2  ポンコツコンポ【充電中】. . Twitter.   [2023-01-06]. （原始内容存档于2022-05-11）.
65. ↑  HEROINES於Twitter.   . Retrieved 2019-11-30.
66. 1 2  HEROINES於Twitter.   . Retrieved 2019-11-30.
67. ↑  ポンコツコンポ. . Spotify.   [2023-01-06]. （原始内容存档于2023-01-06）.
68. 1 2 3  オーディションサイト （页面存档备份，存于）. Retrieved 2019-09-16.
69. 1 2 3 4 5 6 7 8  鵺公式サイトプロフィール （页面存档备份，存于）. Retrieved 2019-09-16.
70. 1 2  HEROINES於Twitter.
71. ↑  HEROINES於Twitter.
72. ↑  HEROINES於Twitter.
73. 1 2  HEROINES於Twitter.
74. ↑  HEROINES於Twitter.
75. 1 2  HEROINES於Twitter.
76. ↑  HEROINES於Twitter.
77. 1 2 3  HEROINES於Twitter.
78. ↑  HEROINES於Twitter.
79. ↑  HEROINES於Twitter.
80. ↑  HEROINES於Twitter.   . Retrieved 2019-09-15.
81. ↑  HEROINES於Twitter.   . Retrieved 2019-09-15.
82. ↑  HEROINES於Twitter.
83. ↑  HEROINES於Twitter.   . Retrieved 2019-11-30.
84. ↑  翠惟的X（前Twitter）
85. ↑  朔蘭的X（前Twitter）
86. 1 2  新たな物語のプロローグはここから始まる （页面存档备份，存于）. Retrieved 2019-09-16.
87. 1 2  MOBIRAVI的X（前Twitter）
88. 1 2 3  HEROINES於Twitter.   . Retrieved 2019-09-08.
89. 1 2  HEROINES於Twitter.   . Retrieved 2020-03-15.
90. 1 2  HEROINES於Twitter.   . Retrieved 2020-03-15.
91. 1 2  HEROINES於Twitter.   . Retrieved 2019-09-16.
92. ↑  HEROINES於Twitter.   . Retrieved 2019-09-16.
93. ↑  HEROINES於Twitter.   . Retrieved 2019-09-16.
94. 1 2  HEROINES於Twitter.   . Retrieved 2019-09-16.
95. 1 2  YouTube上的Prologue vol.1 #1. Retrieved 2019-09-16.
96. 1 2  YouTube上的Prologue vol.1 #2. Retrieved 2019-09-16.
97. 1 2  YouTube上的Prologue vol.1 #3. Retrieved 2019-09-16.
98. 1 2  YouTube上的Prologue vol.1 #4. Retrieved 2019-09-16.
99. 1 2  YouTube上的Prologue vol.1 #5. Retrieved 2019-09-16.
100. 1 2  YouTube上的Prologue vol.1 #6. Retrieved 2019-09-16.
101. ↑  HEROINES於Twitter.
102. 1 2 3  HEROINES於Twitter.
103. 1 2 3  HEROINES於Twitter.
104. ↑  HEROINES於Twitter.
105. ↑  HEROINES於Twitter.
106. ↑  HEROINES於Twitter.
107. ↑  HEROINES於Twitter.   . Retrieved 2019-11-30.
108. 1 2 3  HEROINES於Twitter.
109. ↑  そらのかなた。的X（前Twitter）
110. ↑  サラダ・サラ的X（前Twitter）
111. ↑  . MOBIUS公式twitter. 2019-11-03  [2020-03-15]. （原始内容存档于2019-11-03）.
112. 1 2  HEROINES於Twitter.   . Retrieved 2020-03-15.
113. 1 2  HEROINES於Twitter.   . Retrieved 2020-03-15.
114. ↑  HEROINES於Twitter.   . Retrieved 2019-09-16.
115. ↑  HEROINES於Twitter.   . Retrieved 2019-09-16.
116. ↑  HEROINES於Twitter.   . Retrieved 2019-09-16.
117. ↑  HEROINES於Twitter.   . Retrieved 2019-09-16.
118. ↑  HEROINES於Twitter.   . Retrieved 2019-09-16.
119. 1 2 3 4 5 6  HEROINES於Twitter.   . Retrieved 2019-09-16.
120. ↑  HEROINES於Twitter.   . Retrieved 2019-11-30.
121. ↑  HEROINES於Twitter.   . Retrieved 2019-11-30.